# Radnice v Aši
Radnice v Aši na Husově náměstí je barokní budova postavená v roce 1733 a rozšířená v letech 1815–16 a 1885.

## Historie

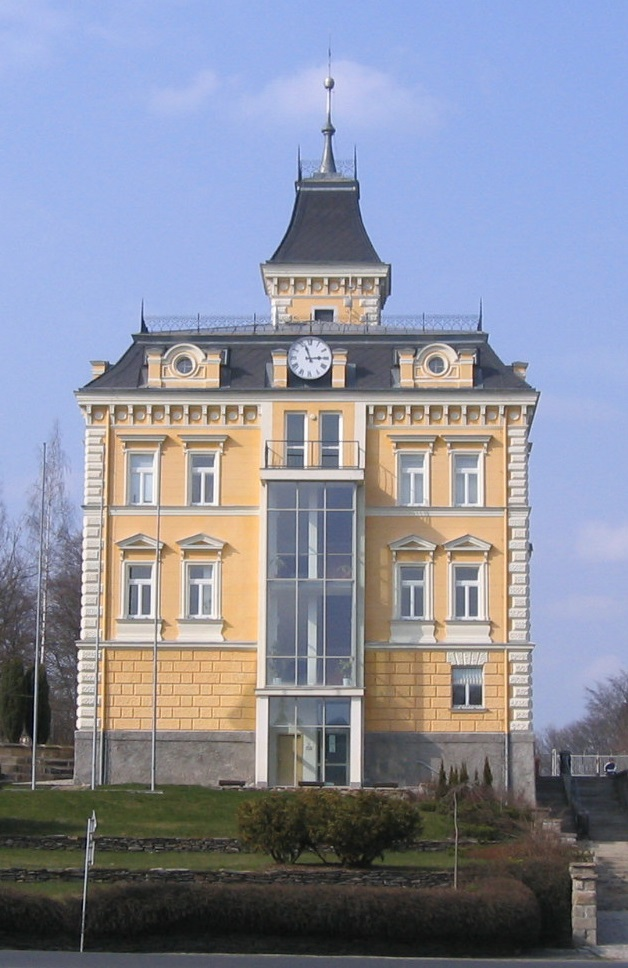
Pohled z jihu, uprostřed skleněný rizalit

Nejstarší budova radnice vyhořela v roce 1696 během požáru, který zachvátil celé město Aš. Náhradní budova radnice byla jen velmi skromná, reprezentativní objekt nechali majitelé ašského panství, páni z Zedtwitz, postavit podle návrhu chebského stavitele Angela Pfeffera až v roce 1733. Budova znovu vyhořela v roce 1814, v letech 1815–16 byla ale obnovena ve svém původním rozsahu, pouze tvar střechy byl pozměněn z valbové na sedlovou. V roce 1885 bylo vzhledem k nepostačujícím prostorům pro městské úředníky přistavěno druhé patro.
V budově bylo v letech 1958–66 umístěno městské muzeum, pak až do roku 2002 městská knihovna (městský úřad byl přesunut do jiného objektu). V roce 2002 proběhla rozsáhlá rekonstrukce celého objektu a od roku 2003 v něm opět sídlí městský úřad.

## Popis
V přízemí budovy byla původně zřízena spisovna, archiv, světnice s komorou a také byt obecního strážníka, v prvním patře pak dva pokoje a velká konferenční místnost.
V průběhu rekonstrukce v roce 2002 došlo k výraznému zásahu do pláště budovy: fasáda na jižní straně byla zcela rozdělena proskleným rizalitem. Dále byly rekonstruovány půdní prostory na prostory kancelářské, do budovy byl umístěn bezbariérový výtah a byla obnovena žlutá fasáda.